# Jakov Sannikov
Jakov Sannikov (rusky Яков Санников; asi 1749, vesnice Usť-Jansk – 1825) byl ruský obchodník z Jakutska, lovec, sběratel mamutích klů a průzkumník Novosibiřských ostrovů. Známý je jako objevitel přízračného ostrova Sannikovova země.

## Život
Není příliš známo, co Jakov Sannikov dělal před rokem 1800. Podle ruských zdrojů se narodil kolem roku 1749 v malé osadě Usť-Jansk, na pobřeží moře v dnešní republice Sacha. V některých ruských zdrojích je ale uváděn, že osadu Usť-Jansk v roce 1780 založil při svém zimování. V anglicky psané literatuře se naopak uvádí, že se narodil až v roce 1780 na neznámém místě. První věrohodné informace jsou až z roku 1800, kdy o něm pocházejí záznamy jako o neuvěřitelně odvážném, zvídavém a zkušeném lovci a obchodníkovi, který celý dosavadní život strávil putováním nekonečným sibiřským severem. V roce 1800 objevil Sloupový ostrov v Ljachovských ostrovech, kam se přesídlil za lovem polárních lišek. V roce 1805 jako první objevil ostrov Faddějevskij, který byl později pojmenován po místním lovci kožešin, jenž jako první na ostrově přezimoval.
V letech 1808–1810 se zúčastnil expedice Matvěje Majvějeviče Gedenštroma, vyslaným hrabětem Rumjancevem prozkoumat polární moře a nalézt případně nové země. Sannikov během zimy 1808–1809 přešel na ostrov Kotělnyj a strávil zde následující léto. Prozkoumal ostrovy, které pojmenoval Novosibiřské ostrovy a podrobně je popsal. Zpočátku se Sannikov domníval, že se nejedná o souostroví, ale o velkou novou pevninu, kterou nazýval Nová Sibiř. Na několika místech našel Sannikov zbytky starých ruských obydlí, zašlé ruské kříže s nečitelnými nápisy a také zbytky jukagirských jurt.
V roce 1810 – po neustálém cestování na psím spřežení – došel Sannikov k názoru, že Nová Sibiř není jedna pevnina, ale spousta ostrovů. Dne 2. března 1810 zamířil Sannikov na sever ostrovů. Chtěl zjistit, jak daleko na sever zasahuje pevnina. Na psím spřežení přejel z jihu na sever Novosibiřské ostrovy, až uviděl novou pevninu s vysokými vrcholky hor. Byl sám, vyčerpaný, bez dalšího proviantu. Proto vystoupal na nejvyšší horu a jen zmapoval nově objevenou zemi, která byla později pojmenována Sannikovova země. Popsal pohoří a souvislý břeh nové země.
Na podzim roku 1810 sbíral Jakov Sannikov společně s lovcem Bělkovem mamutí kosti a lovil polární lišky na ostrově Kotělnyj. Na severozápadním pobřeží ostrova našel Sannikov starý hrob, na kterém byl položen malý dřevěný kříž. Nápis na něm byl již zcela nečitelný. Poblíž kříže ležel oštěp a dva šípy s železnými hroty. Sannikov nedaleko hrobu objevil dřevěnou chatu, která svým stylem stavby vedla k předpokladu, že ji postavili Rusové.
V roce 1811 Sannikov spolu se svým synem Andrejem lovil na ostrově Faddějevskij. Putoval po mnoho dní po opuštěném, neprozkoumaném severozápadním a severním pobřeží ostrova. Prozkoumal zátoky, mysy a získal pro vědu první poznámky o Novosibiřských ostrovech. Sannikov trávil noci ve stanu, jedl ulovenou zvěřinu, suchary a zatuchlý chléb. Často neměl k dispozici palivové dřevo, musel jíst i syrové maso. Nejbližší lidské obydlí bylo víc než 1000 km daleko. Když Sannikov dokončoval průzkum ostrova, spatřil na severu opět onu tajemnou zemi, stejně jako v předchozím roce. Země byla jasně viditelná a nebyla od něho vzdálena více než 25 verst. Sannikov sepsal zprávu o otevřeném moři na severu a nové zemi. Díky tomu Gedenštrom uvěřil, že Severní ledový oceán, který je za Novosibiřskými ostrovy, nezamrzá ani v zimě a je vhodný pro navigaci, a došel k přesvědčení, že Sannikovova země musí být součástí Ameriky.
V roce 1812 se Sannikov z drsného severu přesunul do Irkutsku, kde sepsal zprávy o svých objevech a s nimi se pak vydal do Petrohradu. Připravil projekt na další prozkoumávání severních zemí, především země, kterou viděl v dálce. Bohužel Napoleonovo tažení do Ruska přerušilo jeho plány, v Petrohradě o jeho další cesty nebyl zájem. Sannikov se do své země již nikdy nedostal, nepodařilo se to ani dalším ruským cestovatelům během následujících cca 120 let. Až letecké snímkování a letecké průzkumy v letech 1937 a 1938 definitivně prokázaly, že Sannikovova země neexistuje. Sannikov tak pravděpodobně viděl jen velký ledovec.
Podle nedávno objevených dokumentů Jakov Sannikov zemřel v roce 1825 jako velmi starý muž – ve věku 76 let.

## Rodina
Jakov Sannikov měl čtyři syny: Andreje (nar. 1790), Romana (nar. 1791), Fjodora (nar. 1797) a Michaila (nar. 1804).
Jeho vnuk se jmenoval také Jakov Sannikov (syn Fjodora) a byl známý filantrop, který pomáhal polárním průzkumníkům Alexandru Bungeovi, Eduardu Tollovi a Fridtjofovi Nansenovi.

## Paměť
- Sannikovova země
- Sannikovova ulice v Moskvě
- Sannikovův průliv mezi ostrovy Malý Ljachovský a Kotelný
- Sannikovova řeka na ostrově Kotelný
- Hora Sannikov-Taga na Velkém Ljachovském ostrově